# Дещо з губернського життя
«Дещо з губернського життя» (рос. «Кое-что из губернской жизни») — російський радянський художній фільм 1983 року режисера Бориса Галантера за мотивами водевілів і ранніх оповідань Антона Чехова: «Пропозиція», «Весілля», «Ювілей» та інших.

## Сюжет
Місце дії — губернський бал.

## У ролях
- Тетяна Догілева
- Лев Дуров
- Андрій Миронов
- Олег Табаков
- Лія Ахеджакова
- Олександр Калягін
- Юрій Богатирьов
- Тетяна Шмига

## Творча група
- Сценарій: Ніна Фоміна
- Режисер: Борис Галантер
- Оператор: Євген Анісімов
- Композитор: Шандор Каллош, Шандор Каллош